# Robert Leclercq
Robert Leclercq (Baudour, 10 maart 1927 - Saint-Ghislain, 1 februari 1983) was een Belgisch volksvertegenwoordiger, senator en burgemeester.

## Levensloop
Hij promoveerde tot handelsingenieur en werd in 1954 directeur van de École de promotion sociale in Quaregnon.
Van 1959 tot 1976 was hij voor de toenmalige PSB gemeenteraadslid en schepen van Onderwijs van Baudour. Na de fusie met Saint-Ghislain, was hij aldaar van 1977 tot aan zijn dood gemeenteraadslid. In 1977 was hij er korte tijd burgemeester en van 1977 tot aan zijn dood in 1983 was hij schepen van Onderwijs van de gemeente.
Van 1977 tot 1981 was hij voor het arrondissement Bergen lid van de Kamer van volksvertegenwoordigers. Toen hij verkozen werd als volksvertegenwoordigers moest hij ontslag nemen als burgemeester, ingevolge de statuten over onverenigbaarheid in zijn partij. In 1981 werd Leclercq niet herkozen in de Kamer, waarna hij van 1981 tot 1983 provinciaal senator voor Henegouwen was in de Belgische Senaat.
Begin 1983 werd hij het slachtoffer van een dodelijk auto-ongeval.
Er is een Rue Robert Leclercq in Baudour-Saint-Ghislain.